# اونيسيفوروس روشياس
اونيسيفوروس روشياس (باليونانية: Ονησίφορος Ρουσιάς)‏ (15 يوليو 1992 في قبرص - ) هو لاعب كرة قدم قبرصي في مركز مهاجم ‏. شارك مع منتخب قبرص تحت 19 سنة لكرة القدم ومنتخب قبرص تحت 21 سنة لكرة القدم ومنتخب قبرص لكرة القدم. أما مع النوادي، فقد لعب مع نادي أومونيا وإينوسيس نيون باراليمني ‏.

## مسيرته الكروية
لعب اونيسيفوروس روشياس خلال مسيرته الاحترافية مع 3 أندية في عشرة مواسم وسجل خلالها 9 أهداف ضمن 132 مباراة. حيث فاز في موسم واحد بالكأس ولم يفز بأي دوري.
خاض اونيسيفوروس روشياس مسيرته مع إينوسيس نيون باراليمني ‏ في موسم 2011–12 في المرة الأولى ولمدة موسمين ثم في موسم 2019–20 لمدة موسم واحد، مشاركًا طوالها في 44 مباراة سجل خلالها 3 أهداف. ثم انتقل إلى نادي أومونيا في موسم 2012–13 ليلعب معه خمسة مواسم، حيث شارك في 61 مباراة سجل خلالها 6 أهداف. لينتقل بعدها إلى نادي أيك لارنكا في موسم 2017–18 ولمدة موسمين، مشاركًا في 27 مباراة ولم يسجل أي هدف.

## روابط خارجية
- اونيسيفوروس روشياس على موقع الاتحاد الدولي (مؤرشف)  (الإنجليزية)
- اونيسيفوروس روشياس على موقع الاتحاد الأوربي (الإنجليزية)
- اونيسيفوروس روشياس على موقع قاعدة بيانات كرة القدم.إي يو (الإنجليزية)
- اونيسيفوروس روشياس على موقع ناشيونال فوتبول تيمز (الإنجليزية)
- اونيسيفوروس روشياس على موقع Soccerway.com (الإنجليزية)